# عجمان
 مدينة عجمان هي عاصمة إمارة عجمان ومدينتها الرئيسة. فيها مقر الحاكم والدوائر الحكومية والشركات والمصارف والمصانع يطل ميناؤها ومنفذها البحري على ساحل الخليج العربي وبفضل موقعها الاستراتيجي وتوسطها لإمارات الدولة والإنجازات التي تحققت في المجال الاقتصادي وتطور البنية الأساسية فقد أصبحت المدينة مركز جذب للمستثمرين ورأس المال مما أهّلها لقيام نهضة عمرانية وحضارية تتجلى في مبانيها الحديثة والتي تجمع بين الحداثة والتراث.

## التاريخ
وفقًا لمتحف عجمان، يعود تاريخ الاستيطان البشري في عجمان إلى عام 3000 ق. م، حيث تم إيجاد العديد من الفخاريات التي يستخدمها الإنسان وتعود لذلك الزمن.
تأسست إمارة عجمان الحديثة عام 1816 عندما اتخذت قبيلة النعيم مستقراً لها على الساحل، وشرعت بصيد السمك واستخراج اللؤلؤ، وكانت عجمان في الواقع تعد أكبر مركز لصناعة المراكب، وقد شهدت على صناعة الآلاف من مراكب الدوا التي كانت تبحر في الخليج العربي في أحواض بناء السفن. وبرزت الإمارة لأول مرة ككيان مُستقل عام 1820. وكان حاكمها الشيخ راشد بن حميد النعيمي.
وفقًا لج.ج لوريمر كان عدد سكان إمارة عجمان ما بين الأعوام 1900-1908 نحو 750 نسـمة.
وقعت بريطانيا عام 1820 معاهدة سلام مع تسعة من الحكام الشيوخ بما فيهم عجمان. وفي عام 1853 وقعت معاهدة السلام الدائم، يوجد نسخة منها في متحف عجمان، ربطت المنطقة ببريطانيا.
انسحبت بريطانيا من المنطقة عام 1968، وشهد عام 1971 على قيام اتحاد دولة الإمارات العربية المتحدة الذي ضم كلاً من إمارة عجمان والشارقة وأبو ظبي ودبي والفجيرة وأم القيوين وأتبعها انضمام إمارة رأس الخيمة في عام 1972.

## بلدية عجمان
تأسست بلدية عجمان عام 1968 وبدأت البلدية بممارسة المهام المنوط إليها في مجال التنمية والخدمات بعدد محدود من الموظفين والعمال في ذلك الوقت. كان يبلغ عدد موظفيها 25 موظفا إلى جانب 250 عاملا. وقد تزايد عدد الموظفين إلى 273 موظفا حسب إحصائية 2003.
وخلال ربع قرن قامت البلدية بإنجازات ومشروعات ساهمت في دعم تقدم المدينة. شهدت المدينة نهضة عمرانية تمثلت في إنشاء المناطق الجديدة والحديثة والطرق الرئيسة والفرعية واتساع الرقع الزراعية والحدائق والمنتزهات والمرافق العامة والأسواق.

## جامعات
- جامعة عجمان للعلوم والتكنولوجيا